# Municipio de Niven (condado de Cleveland)
El municipio de Niven (en inglés: Niven Township) es un municipio ubicado en el condado de Cleveland en el estado estadounidense de Arkansas. En el año 2010 tenía una población de 395 habitantes y una densidad poblacional de 4,63 personas por km².

## Geografía
El municipio de Niven se encuentra ubicado en las coordenadas 34°0′44″N 92°11′13″O / 34.01222, -92.18694. Según la Oficina del Censo de los Estados Unidos, el municipio tiene una superficie total de 85.34 km², de la cual 85,32 km² corresponden a tierra firme y (0,03 %) 0,03 km² es agua.

## Demografía
Según el censo de 2010, había 395 personas residiendo en el municipio de Niven. La densidad de población era de 4,63 hab./km². De los 395 habitantes, el municipio de Niven estaba compuesto por el 88,61 % blancos, el 10,89 % eran afroamericanos, el 0,25 % eran amerindios y el 0,25 % eran de una mezcla de razas. Del total de la población el 2,03 % eran hispanos o latinos de cualquier raza.